# کارشناسی هوانوردی
کارشناسی هوانوردی مدرک کارشناسی برای تحصیل در شته هوانوردی است که نیازمند تحصیل به مدت ۳ سال است.

## رشته‌های هوانوردی
دانشجویان این رشته همچنین در زمینه‌های مهندسی و الکترونیک نیز آموزش می‌بینند تا توانایی اجرا، پرواز، طراحی، مدیریت و کار با سیستم‌های هوانوردی در تمام دنیا را داشته باشند. فارغ‌التحصیلان این رشته می‌توانند در بخش‌های گوناگون مانند برنامه‌ریزی پرواز، پشتیبانی و اپراتوری، مدیریت فرودگاهی و شرکت هواپیمایی، تنظیم مقررات هوانوردی و نظارت بر اجرای آن، تحقیق و توسعه هوانوردی کار و فعالیت کنند.

### رشته‌های هوانوردی
- مهندسی هوافضا
- کارشناس برج مراقبت
- مدیریت فرودگاه
- اپراتوری فرودگاه
- امنیت فرودگاه
- هوانوردی تجاری
- هوانوردی عمومی
- راهنمای مسیر هواپیما (Flight dispatcher)
- برنامه‌ریزی پرواز
- آموزش پرواز